# Laramie River
Der Laramie River ist mit etwa 450 Kilometern der längste Nebenfluss des North Platte River in den US-Bundesstaaten Colorado und Wyoming.

## Flusslauf
Der Flusslauf des Laramie River beginnt nördlich des 2791 m hoch gelegenen Stausees Chambers Lake im Roosevelt National Forest im nördlichen Colorado. Der Laramie River fließt in Richtung Nordnordwest durch die östlichen Ausläufer der Medicine Bow Mountains nach Wyoming. Anschließend wendet er sich in Richtung Nordost, fließt durch die Laramie Plains sowie die Stadt Laramie, passiert das Wheatland Reservoir und durchschneidet die südlichen Laramie Mountains. Später erhält er mit North Laramie River und Chugwater Creek seine längsten Nebenflüsse und durchfließt das Grayrocks Reservoir, bevor er schließlich bei Fort Laramie am gleichnamigen Fort auf einer Höhe von 1284 m von rechts in den hier nach Südosten fließenden North Platte River mündet. Der Laramie River durchfließt die Countys Larimer, Albany, Platte und Goshen.

## Hydrologie
Der Laramie River ist als Nebenfluss des North Platte River Teil des Einzugsgebietes des Platte River, der über Missouri und Mississippi in den Golf von Mexiko entwässert. Das Einzugsgebiet des Laramie River umfasst ein Gebiet von etwa 11.821 km² und grenzt an die Einzugsgebiete von Horse Creek und Bear Creek im Osten, Lodgepole Creek, Crow Creek, Lone Tree Creek, North Fork Cache La Poudre River und Cache La Poudre River im Südosten, Canadian River, Douglas Creek und French Creek im Südwesten, Medicine Bow River, Rock Creek und Little Medicine Bow River im Westen sowie La Bonte Creek, Horseshoe Creek und Cottonwood Creek im Norden. Der mittlere Abfluss am Pegel an der Mündung bei Fort Laramie beträgt 3,7 m³/s, die größten Abflüsse finden sich in den Monaten Mai und Juni.

## Namensgebung
Der Name des Flusses stammt von Jacques La Ramee, einem franko-kanadischen Pelzhändler, der in den 1820er Jahren in dieser Gegend lebte. Seine Leiche wurde in der Nähe der Einmündung zum North Platte gefunden, von Pfeilen durchbohrt. Später wurden auch die Laramie Mountains und die Stadt Laramie nach ihm benannt.